# Traian Oancea
Traian Oancea n. 28 august 1922 – d. 28 aprilie 2002, București, România a fost un medic chirurg român.

## Biografie
S-a născut la 28 august 1922, în satul Mercheașa comuna Homorod, județul Brașov, într-o familie de țărani români. A urmat Liceul militar „Mihai Viteazul" din Târgu-Mures și Timișoara, pe care 1-a absolvit în anul 1942. S-a înscris la Facultatea de Medicină și Institutul Medico-Militar din București, pe care le-a absolvit în anul 1948. Și-a susținut teza de doctor în medicină și chirurgie în anul 1949. Încă din anul III de facultate (1946), ca intern în Spitalul Militar Central, s-a dedicat chirurgiei pe care și-a însușit-o, a practicat-o și s-a desăvârșit în cea mai mare parte în Spitalul Militar Central, apoi în Spitalul Militar Craiova (2 ani), Spitalul Clinic Floreasca, Clinica de chirurgie toracică - Filaret (l an) și Clinica de chirurgie toracică a Spitalului Laennec - Paris (3 luni). Primii maeștri ai săi au fost general dr. Eugen Mareș, general dr. G. Petrulian, general dr. L Atanasiu. general dr. P. Costescu, formați în școala de chirurgie din armată a profesorului dr. M. Butoianu și I. Gilorteanu, și la școlile din Paris și Berlin, respectiv la prof. Duval, Gosset și Sauerbruch. La Spitalul Floreasca, un an de zile (1946), ca preparator a lucrat cu dr. Silviu Carp și Marin Popescu-Urluieni, din școala profesorului Tr. Nasta; cu prof. dr. Ion Țurai, din școala prof. Iacobovici. La Clinica Filaret a avut prilejul să lucreze și apoi să colaboreze în dezvoltarea chirurgiei toracice cu prof. dr. C. Cărpinișan, prof. dr. E. Zitti și în sfârșit, la Paris, a avut posibilitatea ca, pe baza bursei oferite de statul francez, să lucreze cu marele și modestul prof. Mathey - creatorul celebrelor tratate de chirurgie toracică - și colaboratorii săi: Yves, Neveux ș.a. (1967). In această perioadă a parcurs toate treptele pregătirii profesionale, de la intern la medic secundar chirurg (1949-1951), medic specialist în chirurgie (1952-1955), medic primar gradul III (examen - 1959), medic primar gradul I (1976), șef de clinică de chirurgie (1964). 
Concomitent cu activitatea de asistență medico-chirurgicală a depus și o activitate didactică: 
Preparator la Catedra de chirurgie generală în Spitalul Clinic Floreasca - l an (1949); 
Asistent prin cumul la Catedra de anatomie descriptivă și apoi topografică, timp de 10 ani (1956-1966) la prof. Iagnov, Riga, Atanasiu; 
Profesor la Catedra de chirurgie a Facultății de Medicină Militară, de la înființare, 1976-1988. Pe linie științifică a obținut titlul de doctor în științe medicale (teza de doctorat „Contribuții la chirurgia tumorilor mediastinale", 1968). A fost înaintat la gradul de general-maior (cu o stea) la 27 decembrie 1972.
In octombrie 1972 a obținut titlul de doctor docent pe baza intregii activități științifice. 
In cei 50 de ani de activitate chirurgicală (1946-1996), generalul prof. dr. Traian Oancea a efectuat peste 25000 intervenții chirurgicale, majoritatea de chirurgie generală: peste 2000 intervenții pe ficat și căile biliare, cam tot atâtea pe stomac și duoden, 500 intervenții pe colon, 2500 intervenții pe glanda mamară (din care aproape 1000 numai pentru cancer); intervenții pe esofag, intestin subțire, aparat genital feminin, glandă suprarenală, pancreas, etc. Aproape 2000 intervenții au fost pe torace: pe plămân (pneumonectomii, lobectomii, bilobectomii, segmentectomii), pe mediastin (ablații de tumori și chiste), pe pleură (pleurectomii, decorticări pleuro-pulmonare), pe pericard (pericardectomii pentru pericardită constrictivă - 1969), ligaturi de canal arterial (1971), pe peretele toracic (toracoplastii, parietectomii), precum și pe regiunile de graniță cervico-toracică și toraco-abdominală. Aria preocupărilor și intervențiilor a fost largă, cuprinzând și alte intervenții pe simpaticul toracic și lombar pentru tulburări circulatorii, anastomoze porto-cave pentru varice esofagiene în ciroza hepatică, glomusectomie în astmul bronșic grav, timectomii în miastenia gravis s.a. 
La fel de important este să cunoaștem nu numai aria largă a activității, ci și profunzimea acesteia, și să remarcăm contribuțiile privind etiopatogenia unor maladii și adoptarea de metode și procedee terapeutice adecvate: 
- a fost primul chirurg din țara noastră care, în polipoza rectocolică difuză, a efectuat
cu rezultate bune - colectomia totală (1965), ca singurul mod de a evita atât hemoragiile cât și malignizarea de neevitat din această maladie. La inceput criticat, procedeul a devenit ulterior unanim admis; 
- în maladia Chilaiditi (interpoziție hepato-diafragmatică), cu tulburări de tranzit, a demonstrat printr-un studiu pe mai mulți membri ai unei familii componenta ereditară a megadolicocolonului care se întâlnește în cadrul bolii, ceea ce înseamnă că orice alt procedeu în afară de rezecția segmentului dilatat este ineficace; 
- tot în maladia Chilaiditi a demonstrat - împreună cu dr. Bocăneală (primii în țară și secunzii în lume) - existența unei forme anatomoclinice posterioare, în același timp a efectuat un procedeu operator personal de abord transtoracodiafragmatic (publicat în „Journal de Chirurgie" 1968;6:547-52); 
- în cele peste 2000 de cazuri de cancer primar, cu diferite localizări, a studiat 38 de cancere primare multiple - sincrone sau metacrone - fapt explicat printr-o imunitate antitumorală ondulantă; 
- prin studiul unor familii cu cancer colic a demonstrat un element ereditar evident pe care 1-a semnalat și argumentat. 
Efectuarea concomitentă a chirurgiei abdominale și toracice, timp de 36 de ani (1960 - 1996) l-a condus la fundamentarea unei chirurgii de graniță toraco-abdominală, care i-a permis găsirea unor soluții superioare de abord și tratament chirurgical al unor afecțiuni ca: herniile hiatale, tumorile joncțiunii eso-gastrice, chistele hidatice ale feței superioare ale ficatului, fistulele bilio-bronșice ș.a. iar monografia „Aspecte ale chirurgiei de graniță toraco-abdominală" este fructul unor îndelungate experiențe personale. De asemenea, a efectuat și o serie de cercetări experimentale pe animale, fiind primul care a efectuat autotransplante de plămân în România, cu scopul de a codifica tehnica („Cercetări exerimentale de autogrefă pulmonară" - Revista Sanitară Militară, număr special, 1965, pag. 226 și „Transplantul pulmonar. Aspecte clinice și experimentale actuale", Chirurgia, 21(6), 1972). A studiat și demonstrat experimental, împreună cu un colectiv din Clinica profesorului Mathey (Paris), modul de refacere a circulației bronșice în transplantele pulmonare, atât prin arteriografie cât și prin preparate bronho-pulmonare injectate cu paste colorate, după sacrificarea animalelor. A studiat si demonstrat experimental pe animale (câini) posibilitatea inlocuirii venei cave superioare cu grefe de teflon cu bune rezultate, ceea ce este de o deosebită importanță practică în cazurile de rezecție de necesitate a tumorilor mediastinale care invadează vena cavă. De asemenea, a studiat funcția de secreție si absorbție a peritoneului inflamat și iradiat (la iepuri) - cu referințe la starea de peritonită. 
Studiile clinice și experimentale sunt concretizate de cele peste 300 de articole și comunicări, în țară și străinătate, precum și de cele 6 monografii, pe care le amintim: 
- Tumorile mediastinale, un volum, 206 pagini, Ed. Medicală, 1971; 
- Traumatismele toracice (in colaborare), un volum, 494 pagini, Ed. Militară, 1975; 
- Aspecte ale chirurgiei de graniță toraco-abdominale, un volum, 182 pagini, Ed. Militară, 1983; 
- Timusul (în colaborare cu V. Cojocea), un volum, 200 pagini, Ed. Militară, 1988; 
- Mediastinul, Ed. Academiei Române (sub redacția dr. Bejan L). 
- Chirurgia de campanie (în colab) - Ed. Militară 1965, un vol. 390 pag. 

Două monografii au fost premiate de Academia Română, respectiv „Aspecte ale chirurgiei de graniță toraco-abdominală" (1984) si „Timusul" (1990).A fost propusă, de asemenea, în anul 1975-1976, pentru premiul Academiei Române și monografia „Traumatismele toracelui", care a avut referate foarte bune de la prof. dr. Burghele, Făgărășanu, ș.a., dar în ultimul moment a fost eliminată de la premiere, întrucât unul dintre colaboratori (dr. Ion Curelaru) emigrase între timp în Suedia.
A participat sau a trimis comunicări la diferite congrese naționale și internaționale: 
- 78th Annual Meeting of the Associationof Military Surgeons of the United States- Washington, dec. 1971; 
- Al XXI-lea Congres Internațional de Medicină Militară și Farmacie, București, 1973, cu raportul: „Rolul serviciului medical militar în organizarea primului ajutor în caz de catastrofe naturale" 
- Al XlV-lea Congres Național de Chirurgie, București, 17-19 mai 1989, cu lucrarea „Localizare colică a maladiei Crohn"; 
- Al XV-lea Congres Național de Chirurgie, București, 15-17 mai 1991, cu lucrarea „Valoarea valvelor unidirecționale în tratamentul pneumotoraxului și hemopneumotoraxului traumatic"; 
- Al XXI-lea Congres Național de Neurochirurgie, București, septembrie 1985, cu lucrarea „Timectomia în miastenia gravis"; 
- Uniunea Medicală Balcanică, Atena, 1988, cu lucrarea „Considerații pe marginea a 80 timoame, operate". 

Menționăm că o parte din lucrările efectuate de Dl. General Prof. Dr. Traian Oancea au fost publicate în reviste si monografii străine, unele în colaborare cu mari personalități medicale (Prof. Mathey de la Clinica Laennec - Paris), prin aceasta crescând prestigiul medicinii românești. 
Astfel, a publicat în:
- Anatomische Anzeiger. Bd 117, 1965, p. 124-128, studiul de anatomie „Au lebenden angefundens muskelvarietăten" (Variante ale musculaturii umane la vii). 
- Anatomische Anzeiger. Bd 118, 1966, p. 114-6, „Arteria subclavie dextra alslezter. Ast des Aortenbogens" (Artera subclavia dreaptă ca ultim ram al cârjei aortice). 
- Journal de chirurgie (Paris), nr. 6, 1968,p. 547-52: „L'interposition hepato-diaphragmatique posterieure du colon" (în colaborare cu dr. Bocăneală și dr. P.Popescu). 
- Semaine des hopitaux. nr. 9, 1968, p. 580-2: „Seminome mediastinal primitif" (în colaborare cu Atanasescu S. și Ștefănescu Theodor-Galați). 
- Annales de chirurgie thoracique et cardio- vasculaire. nr. 8, 1969, p. 755-89: „Contribution a la chirurgie des tumeurs mediastino-cervicales". 
- Annales de chirurgie thoracique et cardio-vasculaire. nr. 7, 1968: „Devenir de la circulation bronchique apres autotransplantation pulmonaire", (in colaborare cu dr. Y. Neveux, A. Bignon și prof. Mathey. 
- Advances în transplantation. l volum 570 pag. Ed. Munksgaard - Copenhaga, pag. 493-6: „La circulation bronchique de l'autogrephe pulmonaire" (in colaborare cu dr. Y. Neveux, A. Bignon și prof.Mathey). 
- European Journal of Surgical Oncology (Londra), 1992: „Therapeutical possi-bilities and limits în multiple primary carcinoma (in colaborare cu dr. T. Horvat si D. Singer). 
Domnul general Prof. Dr. Docent a fost: - Membru al Asociației Medicilor Militari din S.U.A., din anul 1971; 
- Membru al Academiei de Științe din New York; 
- Membru al Asociației Medicale Balcanice din 1977: 
- Membru al Academiei Medicale din România; 
- Membru al Academiei de Științe din România.
De asemeni a fost: 
- Membru fondator și Președinte de Onoare al Societății de Chirurgie Toracică din România; 
- Membru fondator al Fundației „Thorax";
Încă de la începuturi a avut preocupări în domeniul chirurgiei toracice: 
- cu general dr. Mareș E.: „Fistulă bronșică reziduală după plagă prin glonț, vindecată prin pleurectomie și grefă musculară Nissen"; R.S.M., 1948, nr. 5-7; R.S.M., 1960, nr. 5; 
- cu generalul dr. Petrulian G.: „Considerații pe marginea a două cazuri de plăgi ale cordului" R.S.M.. nr. 3, 1960: 
- cu prof. dr. Cărpinisan C.: „Limitele, indicațiile și contraindicațiile tratamentului chirurgical al supurațiilor pulmonare" 
- cu prof. dr. Zitti E.: "Operații conservatoare și reconstructive ale arborelui traheobronșic" - Chirurgia, nr. 6, 1969, pag: 509; • "Cercetări experimentale de autogrefă pulmonară" - R.S.M., număr special, 1965, pag. 226. 
Dar, adevărata chirurgie toracică o desfășoară după anul 1960, când abordează toată etiologia chirurgicală a toracelui (plămân, tumori, mediastinale, pericard, canal arterialarterial, esofag). în 1981 creează un compartiment de chirurgie pulmonară în Spitalul Militar Central, București, din care se va dezvolta Secția și Clinica de chirurgie Toracică de mai târziu.